# Bacanius rugosifrons
Bacanius rugosifrons är en skalbaggsart som först beskrevs av Desbordes 1914.  Bacanius rugosifrons ingår i släktet Bacanius och familjen stumpbaggar. Inga underarter finns listade i Catalogue of Life.